# Urbain Claeys
Urbain Claeys (Sijsele, 24 juni 1938 - Antwerpen, 2 februari 2017) was een Belgisch socioloog, topambtenaar, hoogleraar aan de Katholieke Universiteit Leuven en pionier binnen het Vlaamse toerisme.

## Biografie
Urbain Claeys doctoreerde in 1971 aan de Katholieke Universiteit Leuven. Vervolgens was hij er hoogleraar sociologie van religie en cultuur aan de Katholieke Universiteit Leuven en stond mee aan de wieg van de masteropleiding toerisme die de universiteit samen met andere hoger onderwijsinstellingen opstartte. Hij deed onderzoek naar de vrijetijdsbesteding van de Vlaming vanuit sociaal perspectief en zette zich in voor de democratisering van sport, toerisme en cultuur. Hij doceerde tevens aan het Rijksuniversitair Centrum Antwerpen en de Antwerpse managementschool.
In 1978 werd hij kabinetsmedewerker van minister van Nederlandse Cultuur en Vlaamse Zaken Rika De Backer (CVP). Hij was er adviseur voor sport, jeugd en commercieel toerisme. Begin jaren 1980 werd Claeys opnieuw hoogleraar sociologie in Leuven. Ook in de jaren 1970 en 1980 was hij motor achter de 'Sport-voor-allen'-acties van Bloso. Van 1988 tot 2002 was hij administrateur-generaal van het Vlaams Commissariaat-generaal voor Toerisme (VCGT), dat in 1995 tot Toerisme Vlaanderen werd omgevormd. Hij speelde een sleutelrol in de ondersteuning van zowel de sociale als de private toeristische sector in Vlaanderen en bij het op de kaart zetten van Vlaanderen als toeristische bestemming. Ook was Claeys de bezieler van het toeristisch televisieprogramma Vlaanderen Vakantieland en het gezicht van de vzw Tafelen in Vlaanderen, een samenwerkingsverband tussen de Vlaamse horeca- en toeristische sectors.

## Eerbetoon
Aan de KU Leuven werd een Urbain Claeysfonds voor het bevorderen van de organisatie en de kwaliteit van de master in toerisme opgericht.
In 1996 ontving hij de prijs voor Personality of European Tourism van Europese toerismejournalisten en in 2013 de Gouden Vakantiemaker van Toerisme Vlaanderen.